# Carposporo
Carposporo é a designação dada em ficologia ao esporo diploide produzido pelas algas vermelhas (Rhodophyta). Após a fertilização, o carpogónio daquelas algas subdivide-se em carposporos, geralmente o tipo maior de esporos (maiores que os bisporos, estes também maiores que os tetrasporos). Com  a maturação, a parede do carpogónio rebenta espontaneamente, libertando os esporos no ambiente.